# 圖種
圖種是一種利用圖片檔案來傳遞壓縮檔的技巧。圖種以圖片檢視器開啟時，就是一張單純的圖片。但可以以壓縮軟體對其解壓縮，取得附加在圖片檔後的壓縮檔內容。
雖然圖種攜帶的是壓縮檔，而壓縮內可以是任意的檔案。但檔案增大，圖種的大小也會跟著增大；引人懷疑。所以通常圖種中夾帶的壓縮檔內容僅為一種子文件，供人下載某其它檔案。故稱為圖種。

## 原理
大部份圖片格式檔案的結束點會有一標記，標記資料結束。而大部份壓縮格式檔的一開頭也會有一個標記，標記資料開始。將一壓縮檔附加在一圖片檔後；即將一圖片檔的資料結束標記後緊接著壓縮檔的資料開始標記。
如此一來，圖片檢視器只會讀取到圖片檔案的資料結束標記為止；而壓縮軟體則會從壓縮檔的資料開始標記開始讀取。也就是以圖片檔案或壓縮檔開啟都可以。

## 實現

### UNIX
在類UNIX系統中：
```
$
 
cat
 
壓縮檔.zip
 
>>
 
圖片檔案.jpg
 

    
# 方法一：

    
# 將 壓縮檔.zip 的內容寫入到 圖片檔案.jpg 後。

$
 
cat
 
圖片檔案.jpg
 
壓縮檔.zip
 
>
 
圖種.jpg

    
# 方法二：

    
# 依序將 圖片檔案.jpg , 壓縮檔.zip 的內容寫入到 圖種.jpg 內。

```

### Windows

#### Dos或命令提示符
```
copy
 /b 圖片檔案.jpg + 壓縮檔.rar 圖種.jpg

```

#### 圖形介面
1. 將圖片的副檔名改為rar。此時雙擊開啟改變檔名的圖片檔案會出現錯誤。
2. 將壓縮檔拖曵到上步驟改變副檔名的圖片檔案上。
  1. 按住壓縮檔。
  2. 將壓縮檔拉到圖片檔案上。
  3. 放開壓縮檔。
3. 改名後的圖片檔案成為圖種。此時雙擊圖種可以開啟，看到的內容為原來的壓縮檔。
4. 將圖種的副檔名更改為jpg。（或圖片原來的副檔名。）此時雙擊圖種可以開啟，看到的內容為原來的圖片。